# Peter Frechette
Peter Frechette (Warwick (Rhode Island), 3 oktober 1956 is een Amerikaans theater- en televisieacteur.

## Biografie
Frechette haalde zijn Bachelor of Fine Arts in theater aan de University of Rhode Island in Kingston (Rhode Island), en verhuisde hierna naar New York om zich te gaan richten op het acteren. Hij heeft op zowel Broadway als daarbuiten gespeeld op het toneel. Frechette heeft in 1989 een Tony Award gekregen voor zijn spel in het toneelstuk Eastern Standerd en in 1991 voor zijn rol in Our Country's Good. In 1970 verhuisde hij naar Los Angeles om zich te gaan richten op het acteren voor televisie maar is zijn verdere carrière actief gebleven in het theater.
Frechette begon in 1982 met acteren voor televisie in de film Voyager from the Unknown. Hierna heeft hij nog meerdere rollen gespeeld in films en televisieseries zoals L.A. Law (1986), Thirtysomething (1989-1991), Picket Fences (1992), Profiler (1996-2000), Law & Order (1990-2003) en The Savages (2007). Voor zijn rol in Thirtysomething werd hij in 1990 genomineerd voor een Emmy Award in de categorie Uitstekende Gastacteur in een Televisieserie.
Frechette heeft als levenspartner regisseur David Warren.

## Filmografie

### Films
Uitgezonderd korte films.
- 2008 Miracle at St. Anna – als officier van Justitie
- 2008 Gone to the Dogs – als Stephen
- 2007 The Savages – als Matt
- 2006 Inside Man – als Peter Hammond
- 1997 Two in the Morning – als Scott
- 1996 Mike & Money – als medewerker in boekenwinkel
- 1996 The First Wives Club – als regisseur op Broadway
- 1996 Chasing the Dragon – als Louis
- 1994 Against Her Will: The Carrie Buck Story – als Adam White
- 1993 Barbarians at the Gate – als Robert Allegro
- 1991 Hyde on Hollywood – als Jake
- 1992 Empire City – als ??
- 1989 Paint It Black – als Gregory
- 1988 The Unholy – als Claude
- 1987 The Kindred – als Brad Baxter
- 1985 The Hills Have Eyes Part II – als Harry
- 1984 No Small Affair – als Leonard
- 1982 Grease 2 – als Louis DiMucci
- 1982 Voyager from the Unknown – als Eddie Rickenbacker

### Televisieseries
Uitgezonderd eenmalige gastrollen.
- 1996 – 2000 Profiler – als George Fraley – 82 afl.
- 1995 New York News – als Kevin Kerns – 2 afl.
- 1992 Picket Fences – als Barnaby Woods – 3 afl.
- 1989 – 1991 Thirtysomething – als Peter Montefiore – 4 afl.
- 1989 Dream Street – als Harry DeBeau – 6 afl.
- 1986 L.A. Law – als Christopher Appleton – 2 afl.

## Theaterwerk opBroadway
- 2005-2006 The Odd Couple - als Roy
- 1995 The Play's the Thing - als Sandor Turai
- 1993 Any Given Day - als Eddie Benti
- 1991 Our Country's Good - als luitenant Ralph Clark
- 1989 Eastern Standard - als Drew Paley

- Bibliothèque nationale de France: cb14178892z (data)
- International Standard Name Identifier: 0000 0000 0100 2455
- Library of Congress Control Number: no2019162057
- MusicBrainz: 7020901a-11e0-4f90-929c-7abcf521413f
- Virtual International Authority File: 49433048